# Anders Andersen
Anders Peter Andersen (Copenhaguen, 26 d'octubre de 1881 - Copenhaguen, 19 de febrer de 1961) va ser un lluitador danès que va competir a primers del segle xx. El 1908 va prendre part en els Jocs Olímpics de Londres, on guanyà la medalla de bronze de la categoria del pes mitjà de lluita grecoromana, després de perdre contra Frithiof Mårtensson en la semifinal i que el seu rival en la medalla de bronze, Jóhannes Jósefsson, no pogués lluitar per aquesta medalla en trencar-se el braç en la seva semifinal.
Quatre anys més tard, als Jocs d'Estocolm tornà a disputar la mateixa prova, però quedà eliminat en la segona ronda eliminatòria.